# Dashiell Hammett
Samuel Dashiell Hammett (n. 27 mai 1894, Baltimore, America Britanică⁠(d), Regatul Marii Britanii – d. 10 ianuarie 1961, New York City, New York, SUA) a fost un scriitor american.
A scris în special romane polițiste, fiind considerat părintele acestui gen în accepțiunea modernă.
De asemenea, a creat genul dur, cu o acțiune bogată în evenimente, personajele având o psihologie complicată și unde predomină tipul detectivului particular, aflat în conflict cu societatea și cu poliția.

## Biografie
În anul 1915 s-a alăturat agenției de detectivi Pinkerton. Apoi în 1918 a intrat în echipa Ambulanței din Corpului Armatei SUA și a fost trimis la o tabără de 20 de mile de Baltimore, unde s-a îmbolnăvit de gripă, care s-a dezvoltat în tuberculoză. A fost exclus din armată în anul 1919 și s-a întors în Pinkerton. În 1920 Hammett a intrat în spitalul de veterani din apropierea orașului Tacoma, Washington cu tuberculoză. După eliberarea sa a lucrat la sucursala Pinkerton. Internat din nou cu tuberculoză s-a întâlnit și a curtat o asistentă medicală pe nume Josephine Dolan. În februarie 1921 a fost mutat la un spital militar lângă San Diego. După ce a fost eliberat s-a căsătorit cu Josie care era însărcinată. A parăsit agenția din cauza unor probleme de sănătate. A inceput să i-a lecții de scriere și a vândut vignete pentru revista „Smart Set” și alte povestiri scurte pentru alte reviste. A început să vândă povești de detectiv pentru „The Black Mask” începând cu 1923. După nașterea celui de al doilea copil în 1926, Hammett renunță la profesia de scriitor liber-profesionst și lucrează ca copy writer pentru agenția de publicitate Albert Samuels, dar renunță din nou din cauza problemelor de sănătate. Forțat de tuberculoză de a trăi departe de soție si cei doi copii, căsătoria celor doi se destramă în cele din urmă.
Continuă să se întrețină singur din scrierile pentru „The Black Mask” sub editura lui Joe Shaw. Scurtele povesiri au fost republicate sub formă de roman de Alfred Knopf. În 1929 Hammett se mută la New York. După succesul din romanul său "Șoimul maltez", el a fost angajat ca scenarist de către Paramount Pictures și s-a mutat la Hollywood, unde sa întâlnit cu Lillian Hellman. El s-a întors la New York, în 1931, unde a scris "Cheie de sticlă". "The Thin Man" a fost publicat ca un serial revistă în 1933.
Hammett a fost încurajat de către Hearst pentru a scrie "Secret Agent X9" carte de benzi desenate, în 1934 - 35, aceasta fiind ultima s-a lucrare originală.
În 1942 a reintrat în armată și a fost trimis în Alaska, unde a revizuit „The Adakian”. În 1945 s-a reîntors la New York și a devenit președintele Drepturilor Civile.
În iulie 1951 Hammett a fost citat să depună mărturie cu privire la Fondul drepturilor civile al Congresului, și a fost închis pentru că a refuzat să răspundă la întrebări. După eliberarea sa din închisoare, el a fost prezentat cu un proiect de lege de către Internal Revenue Service pentru 111.000 dolari impozite.
În 1961 a fost internat la spitalul Lenox Hill din New York, unde a murit pe 10 ianuarie.
Dashiell Samuel Hammett a fost pe rând vânzător de ziare, hamal în port, funcționar feroviar, muncitor la șosele, dispecer, editor la o agenție de reclame și detectiv la firma Pinkerton, ceea mai importantă agenție din S.U.A, specializat în rezolvări discrete de diverse cazuri, urmăriri, anchete, divorțuri, dispariții.
A debutat cu un volum de versuri în 1922. Abandonează repede lirica pentru a se dedica romanului polițist. Între 1929 și 1949 publică o serie întreagă de povestiri, romane, nuvele, unele dintre ele având ca figură principală pe Sam Spade, detectiv particular. Eroul său e tipic dur, cinic și brutal, cel puțin în aparență, iar cazurile în care e antrenat nu au nimic „elegant” sau „agreabil.” Evoluează într-o lume de gangsteri, traficanți, indivizi veroși, mai toți, de alminteri cetățeni „onorabili” la suprafață. Dintr-o deprindere și etică profesională Hammett refuză să se conformeze canoanelor britanice în domeniul romanului polițist, pe care le consideră false și ipocrite, compunându-și povestirile intr-un stil direct, abrupt, admirabil și ca fidelitate argotică. Sam Spade, căruia i-a împrumutat numele său de botez, e lucid, ironic, are o replică tăioasă și sceptică. În principiu, Sam Spade se îndoiește de tot și toți.
Raymond Chandler, singurul urmaș și discipol al lui Hammett, a luat de la maestrul său nu numai technica literară căreia i-a adăugat o nouă strălucire, dar mai alea principiul de bază, modul de a gândi al romanului polițist.
Hammett a scris la început (și aproape până la sfârșit) despre oamenii cu o atitudine brutală, agresivă în fața vieții. El a avut un stil, dar cititorii lui nu și-au dat seama, nefiind o limbă de mari rafinamente.
A lucrat mult timp la Hollywood ca scenarist. Romanele și nuvele sale au fost ecranizate și serializate la televiziune, Sam Spade devenind un nume familiar. A fost membru al Partidului comunist american și a predat lecții de marxism la o școală din New York. În timpul „vînătorii de vrăjitoare” dezlănțuită de senatorul McCarthy (1953) cărțiile lui Dashiell Hammett au fost scoase din multe biblioteci publice.
Romanele și nuvele sale au cunoscut o largă difuzare și apreciere în Europa, întrunind surfagiile criticiilor de pretutindeni.

## Lucrări publicate
- 1929: Secerișul roșu („Red Harvest”)
- 1930: Șoimul maltez („The Maltese Falcon”)
- 1931: Cheia de sticlă („The Glass Key”)
- 1932: Uscățivul („The Thin Man”)
- 1944: Aventurile lui Sam Spade („The Adventures of Sam Spade”)
- Omul umbră